# Appenzeller (rasa psa)
Appenzeller – rasa psa pochodząca ze Szwajcarii z regionu Appenzell.
Według klasyfikacji FCI należy do grupy II (Pinczery i sznaucery, molosy, psy górskie i szwajcarskie psy do bydła), do sekcji 3 – szwajcarskie psy pasterskie. Nie podlega próbom pracy.

## Krótki rys historyczny
Jest to jedna z czterech ras szwajcarskich psów pasterskich. Pochodzi ze szwajcarskich Alp, gdzie w okolicach Appenzell dalej można go spotkać jako pomocnika pasterza. Pierwsze udokumentowane opisy tej rasy pochodzą z początku XIX wieku.

## Wygląd

### Szata i umaszczenie
Umaszczenie jest czarne lub ciemnobrązowe podpalane z białymi znaczeniami na głowie, piersi, końcach łap i zakręconym na grzbiet ogonem. Włos jest krótki i łatwy w pielęgnacji.

## Zachowanie i charakter
Appenzeller jest psem towarzyskim, współpracującym ściśle z człowiekiem. Jego ruchliwość, pewność siebie i szczekliwość są w wykonywanej przez niego pracy atutami. Wobec nieznanych mu osób jest nieufny.

## Użytkowość
Jako pies pasterski posiada umiejętność zaganiania stad bydła – zawraca krowy chwytając je za pęciny, jednocześnie unikając uderzenia racicą. Potrafi rozróżnić krowy wchodzące w skład "swojego" stada od innych krów, które przegania. Jest także psem sprawdzającym się jako pies obronny i stróżujący.